# Franklin Township (comté de Hunterdon, New Jersey)
Pour les articles homonymes, voir Franklin Township.
Franklin Township est un township américain situé dans le comté de Hunterdon au New Jersey.

## Géographie
Franklin Township comprend les localités de Allens Corner, Cherryville, Kingtown, Landsdowne, Littletown, Oak Grove, Pittstown, Quakertown, Sidney et Sunnyside.
La municipalité s'étend sur 23 milles carrés (59,57 km2) dont 0,2 mille carré (0,52 km2) d'étendues d'eau. Le township est largement tourné vers l'agriculture. Le nord de Franklin Township comprend des collines voyant naître la Capoolong Creek, dans le bassin du Raritan. Au sud, le plateau accueille le marais de Croton et les sources de Lockatong Creek et Wickecheoke Creek, dans le bassin du Delaware.
| Union Township      | Clinton           | Clinton Township |
| Alexandria Township | Franklin Township | Raritan Township |
| Kingwood Township   | Delaware Township | Raritan Township |

## Histoire
Le territoire du futur township est habité par des Lenapes avant l'arrivée de Quakers au début du XVIIIe siècle. Les Quakers fondent Quakertown en 1733
Le township de Franklin est créé le 7 avril 1845 par référendum, à partir de territoires du township de Kingwood. Il est nommé en l'honneur de Benjamin Franklin. En 1895, la ville de Clinton devient une municipalité indépendante (town) du township de Franklin.

## Démographie
Lors du recensement de 2010, la population de Franklin Township est de 3 195 habitants.